# Ciała sercowate
Ciała sercowate, ciała kardialne (łac. corpora cardiaca) – występujące na ścianach aorty, bezpośrednio za mózgiem parzyste narządy neurohemalne owadów. Są miejscem gromadzenia się i dojrzewania hormonu protorakotropowego (PTTH), który pobudza gruczoły protorakalne do wydzielania hormonu linienia. Uwolnienie PTTH wywoływane jest sygnałem z neurosekrecyjnych komórek mózgu. W bezpośrednim sąsiedztwie ciał sercowatych znajdują się ciała przyległe (corpora allata) wydzielające hormon juwenilny.